# Чорнобиль. Відродження. Ведмідь бурий (монета)
«Чорнобиль. Відродження. Ведмідь бурий» — пам'ятна  монета номіналом 5 гривень, випущена Національним банком України, присвячена — бурому ведмедю, який проживає на території Чорнобильського радіаційно-екологічного біосферного заповідника.
Монету введено в обіг 29 липня 2022 року. Вона належить до серії «Флора і фауна», циклу «Чорнобиль. Відродження».

## Опис та характеристики монети
| Номінал грн. | Метал      | Маса, грам | Діаметр, мм. | Якість виготовлення       | Гурт     | Тираж, штук |
| ------------ | ---------- | ---------- | ------------ | ------------------------- | -------- | ----------- |
| 5            | нейзильбер | 16.54      | 35,0         | спеціальний анциркулейтед | рифлений | 40 000      |

Тираж монети складається у тому числі з монети у сувенірній упаковці кількістю 20 000 шт.

### Аверс
На аверсі монети розміщено: угорі — Державний Герб України, під яким напис — УКРАЇНА; праворуч від герба вказано номінал монети — 5 ГРИВЕНЬ. У центрі монети міститься символічне колесо життя, яке складається з стилізованого міжнародного знаку «Радіаційна загроза», оповитого листям, навколо якого тварини, популяції яких розвиваються у Чорнобильській зоні відчуження: лелека чорний, кінь Пржевальського, рись, зубр, лось, ведмедь бурий. По колу аверса на дзеркальному тлі зазначені написи: «ЧОРНОБИЛЬСЬКИЙ РАДІАЦІЙНО-ЕКОЛОГІЧНИЙ БІОСФЕРНИЙ ЗАПОВІДНИК (ліворуч), CHORNOBYL RADIATION AND ECOLOGICAL BIOSPHERE RESERVE», вказано рік карбування — 2022 та логотип Банкнотно-монетного двору Національного банку України (зверху).

### Реверс
На реверсі монети розташовується зображення ведмедя бурого над яким на дзеркальному тлі написи: ВЕДМІДЬ/ БУРИЙ/ URSUS ARCTOS. Ведмідь розташовується на фоні пейзажу. Угорі розміщені зображення ведмедя та ведмежати. При зображенні центрального зображення ведмедя використано тампонний друк.

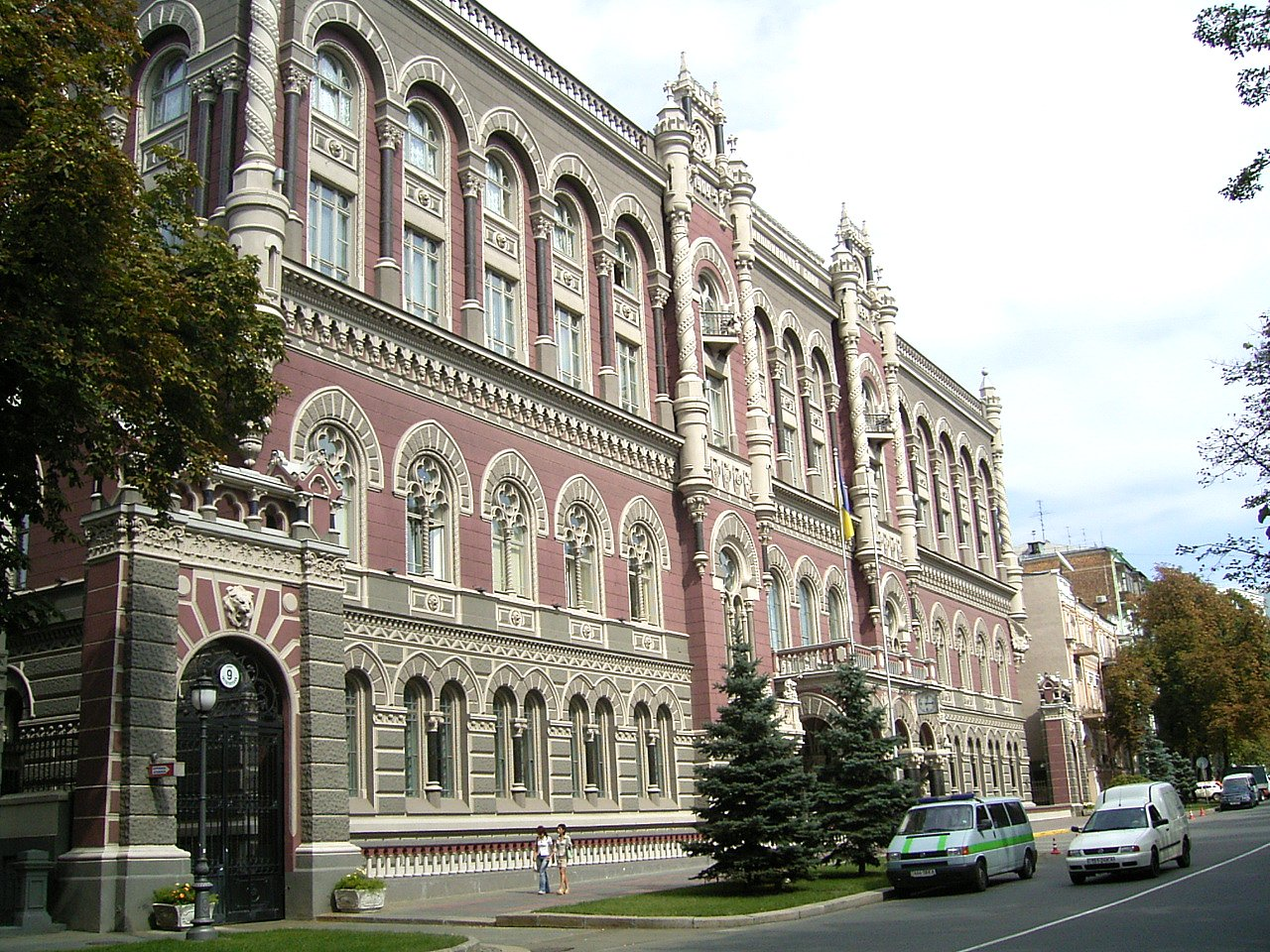
Будівля Національного банку України

## Автори
- Художник: Фандікова Наталія.

## Вартість монети
Роздрібна ціна Національного банку України 107 грн, а в сувенірній упаковці — 139 гривень.
Фактична приблизна вартість монети, з роками змінювалася так:
| Рік        | 2022 | 2023 | 2024  | 2025  |
| ---------- | ---- | ---- | ----- | ----- |
| Ціна, грн. | 494  | 440  | 1 050 | 1 440 |